# Lijst van micronaties
Deze pagina bevat een onvolledige lijst van micronaties. Een micronatie is een (meestal klein) land dat vaak beweert onafhankelijk te zijn, maar niet erkend en ook niet serieus genomen wordt door andere landen of internationale organisaties. Er bestaan allerlei verschillende soorten micronaties. Sommige zijn opgericht als grap, andere op basis van mazen in verdragen of wetten en weer andere uit onvrede met de autoriteiten. De micronaties op deze pagina zijn onderverdeeld in twee lijsten. In de eerste lijst staan micronaties die nu nog actief zijn en in de tweede groep staan micronaties die tegenwoordig niet meer bestaan.

## Actieve micronaties
| Korte landsnaam (Nederlands)  | Lange landsnaam (Nederlands)                                                   | Korte naam (oorspronkelijke taal/talen)             | Opmerkingen |
| ----------------------------- | ------------------------------------------------------------------------------ | --------------------------------------------------- | --- |
| Aerica                        | Aerica Imperium                                                                | Engels: Aerica                                      | Deze micronatie, die in 1987 opgericht is, eist diverse plaatsen op aarde op (waaronder een vierkante kilometer in Australië), alsook een kolonie op Mars, het noordelijk halfrond van Pluto en een zelfbedachte planeet. |
| Akhzivland                    | Akhzivland                                                                     | Hebreeuws: Akhzivland / מדינת אכזיב                 | Akhzivland werd in 1970 gesticht tussen Nahariya en de Libanese grens door Eli Avivi. Het Israëlische Ministerie van Toerisme promoot de micronatie om het toerisme te stimuleren. |
| Atlantium                     | Keizerrijk Atlantium                                                           | Engels en Latijn: Atlantium                         | Atlantium werd in 1981 opgericht door drie tieners, die een gebied van 10 m² in een buitenwijk van Sydney opeisten. Later werden ook nog andere gebieden opgeëist. Atlantium staat bekend om het progressief, liberale beleid. |
| Avram                         | Groothertogdom Avram                                                           | Engels: Avram                                       | Deze micronatie, die geen land opeist maar wel munten en bankbiljetten uitgeeft, werd begin jaren 1980 opgericht door de uit Australië afkomstige John Charlton Rudge. |
| Bjornsocialistische Republiek | Bjornsocialistische Republiek                                                  | Zweeds: BjornSocialistiska Republiken (BSR)         | Deze marxistische micronatie in het Zweedse Skåne is 6 km² groot. Het land kwam in de bekendheid toen de Zweedse overheid weigerde een in deze micronatie gesloten huwelijk te erkennen. |
| Brandnetelland                | De Onafhankelijke Republiek Brandnetelland                                     | The Independent Republic of Brandnetelland          | Deze micronatie, die in 2016 werd opgericht door een Nederlander, claimt een klein stukje land in het Franse departement Ardennes. |
| Brits-West-Florida            | Dominion Brits-West-Florida                                                    | Engels: British West Florida                        | Deze micronatie beweert dat de Amerikaanse annexatie van West-Florida illegaal was en streeft daarom een staat na binnen het Gemenebest van Naties. |
| Christiania                   | Vrijstad Christiania                                                           | Deens: Christiania                                  | Deze voormalige militaire kazerne werd in 1970 gekraakt door een groep hippies. Aanvankelijk werd geprobeerd de krakers te verwijderen, maar sinds het einde van de jaren 1970 wordt het gedoogd als sociaal experiment. Sindsdien heeft de buurt een eigen bestuur en is het semi-onafhankelijk. |
| Elleore                       | Koninkrijk Elleore                                                             | Deens en Interlingua: Elleore                       | Elleore is micronatie op een gelijknamig eiland in het Deense Roskildefjord dat in 1944 opgericht is door een groep tieners tijdens een zomerkamp. |
| EnenKio                       | Koninkrijk EnenKio                                                             | Engels: EnenKio Marshallees: Enen-kio               | Deze natie eist de soevereiniteit over het Amerikaanse eiland Wake op. |
| EuroStaete, Wonderland        | EuroStaete, Wonderland                                                         | Nederlands: EuroStaete, Wonderland                  | Dit stuk grond van zo'n 3000 m² nabij Coevorden wordt officieel noch door Nederland noch door Duitsland opgeëist. De eigenaar van het stuk land (Gerard Beukeveld) riep daarom de soevereine staat Beukeveld op, die later hernoemd werd tot EuroStaete. Omdat de gemeente Coevorden werkzaamheden uit wilde voeren op het gebied, schreef Gerard Beukeveld een brief aan de toenmalige Nederlandse premier Balkenende waarin hij dreigde de ondergrondse infrastructuur in EuroStaete op te blazen. Als gevolg hiervan werd Gerard Beukeveld gearresteerd. Het initiatief van EuroStaete werd voortgezet onder de naam Vrijstaat Wonderland. |
| Filettino                     | Vorstendom Filettino                                                           | Italiaans: Filettino                                | Deze Italiaanse gemeente verklaarde zich in september 2011 onafhankelijk uit onvrede met een gedwongen fusie met een naburige gemeente. |
| Forvik                        | Soevereine Staat Forvik                                                        | Engels: Forvik                                      | De enige bewoner van het tot de Shetlandeilanden behorende Forewick Holm verklaarde het eiland in 2008 als een apart Brits Kroonbezit en daarmee bestuurlijk onafhankelijk van de Britse eilanden. Dit wordt niet door het Verenigd Koninkrijk erkend. |
| Global Country of World Peace | Global Country of World Peace                                                  | Engels: Global Country of World Peace               | Deze micronatie heeft, zonder succes, geld geboden aan arme landen in ruil voor soevereiniteit over een deel van hun grondgebied. Het land is een coöperatie die gevestigd is in Iowa en opgericht is door Maharishi Mahesh Yogi, de oprichter van de transcendente meditatie beweging. |
| Hay-on-Wye                    | Koninkrijk Hay-on-Wye                                                          | Engels: Hay-on-Wye Welsh: Y Gelli Gandryll          | De boekenverkoper Richard Booth verklaarde dit plaatsje in Wales in 1977 onafhankelijk als publiciteitsstunt, hetgeen het toerisme inderdaad ten goede gekomen is. Hij liet zichzelf King Richard Cœur de Livre (Koning Richard Boekenhart) noemen. |
| Hutt River                    | Vorstendom Hutt River                                                          | Engels: Hutt River                                  | Hutt River verklaarde zich in 1970 onafhankelijk van Australië op basis van een maas in de Australische wet. Rechtszaken tegen de Australische overheid werden gewonnen, maar desondanks erkent geen enkel land de onafhankelijkheid. |
| Jämtland                      | Verenigde Republieken van Jämtland, Herjeådalen en Ravund (Republiek Jämtland) | Zweeds: Jämtland                                    | De republiek werd in 1963 opgericht binnen het Koninkrijk Zweden. |
| Ladonia                       | Koninklijke Republiek van Ladonia                                              | Zweeds: Ladonien                                    | Deze micronatie is ligt in Zuidwest Zweden en heeft als oppervlakte slechts 1 km². De koningin van het staatje is Queen Carolyn I, bovendien heeft dit staatje een president en een overheid. |
| Land van Engelingen           | Land van Engelingen                                                            | Nederlands: Land van Engelingen                     | Het fictieve staatje werd opgericht door Freddy Bels uit ontevredenheid met de aangekondigde fusie van Borgloon met Tongeren |
| Liberland                     | Vrije Republiek van Liberland                                                  | Tsjechisch: Liberland Engels: Liberland             | Het gebied werd op 13 april 2015 onafhankelijk verklaard. |
| Melchizedek                   | Dominion Melchizedek                                                           | Engels: Melchizedek Hebreeuws: מלכיצדק Roetheens:   | Deze micronatie staat bekend om het internationaal faciliteren van bankfraude. Het land, dat enkele eilanden in de Grote Oceaan opeist alsmede een deel van Antarctica, zou in 1993 erkend zijn door de Centraal-Afrikaanse Republiek. |
| Molossia                      | Republiek Molossia                                                             | Engels: Molossia                                    | Deze republiek werd in 1999 opgericht als opvolger van de Republiek Vuldstein die in 1977 was opgericht. Het land eist de soevereiniteit op over diverse stukken land in Californië, Nevada en Pennsylvania, alsmede een stukje van de Grote Oceaan en een 130.000 km² groot gebied op Venus. |
| Murrawarrirepubliek           | Murrawarrirepubliek                                                            | Engels: Murrawarri Republic Murrawarri:             | De Murrawarrirepubliek in Australië beschouwt zich sinds 2013 als een onafhankelijk land. Internationaal wordt de Murrawarrirepubliek als een deel van Australië gezien, waar de bevolking in meerderheid uit de Aboriginals van de Murrawarristam bestaat. |
| Nova Roma                     | Nova Roma                                                                      | Latijn: Nova Roma                                   | Nova Roma is een in 1998 opgerichte organisatie die tot doel heeft de Romeinse religie, cultuur, deugden en idealen te promoten. De structuur van de organisatie is gebaseerd op die van de Romeinse Republiek en de organisatie ziet zichzelf als een soevereine natie. |
| Pavlov                        | Keizerrijk Pavlov                                                              | Oekraïens: Pavlivs'ka Imperija / Павлівська Імперія | Deze micronatie, die in 2012 opgericht is, claimt diverse plaatsen in Europa en op Antarctica. De structuur is gebaseerd op die van het Kievse Rijk en het Byzantijnse Rijk. |
| Redonda                       | Koninkrijk Redonda                                                             | Engels en Spaans: Redonda                           | Redonda is een onbewoond eiland dat officieel tot Antigua en Barbuda behoort. De naam Koninkrijk Redonda komt van een pamflet van de Britse schrijver Matthew Phipps Shiel dat hij gebruikte om zijn boeken te promoten. In het pamflet beweert hij dat zijn vader in 1865 Redonda voor zichzelf had opgeëist omdat geen enkel land dit nog had gedaan. Of dit verhaal geheel verzonnen is, of dat het historisch klopt, is onbekend. Tegenwoordig beweren diverse personen koning van Redonda te zijn. |
| Saugeais                      | Republiek Seaugais                                                             | Frans en Langue Saugette: Saugeais                  | Deze republiek werd in 1947 opgericht als een grap van Georges Pourchet, hôtelier in Montbenoît, en de heer Ottaviani, de prefect van de regio. Sindsdien is de republiek blijven bestaan. |
| Sealand                       | Vorstendom Sealand                                                             | Engels: Sealand                                     | Dit marineplatform werd in 1967 door Paddy Roy Bates opgeëist als onafhankelijk vorstendom. Het lag indertijd buiten de territoriale wateren van het Verenigd Koninkrijk, maar valt er sinds de uitbreiding van de Britse territoriale wateren in 1987 binnen. |
| Seborga                       | Vorstendom Seborga                                                             | Frans en Italiaans: Seborga                         | Seborga was vroeger een onafhankelijk vorstendom en in de jaren 1960 bleek dat het nooit officieel bij Italië is gevoegd. De inwoners hebben zich in een referendum uitgesproken voor onafhankelijkheid en een vorst als staatshoofd gekozen. In de praktijk worden publieke diensten echter gewoon door Italië verleend en betalen de inwoners belasting aan de Italiaanse overheid. |
| Talossa                       | Koninkrijk Talossa                                                             | Talossaans: Talossa                                 | Dit land werd in 1979 gesticht door de 14-jarige Robert Ben Madison in zijn eigen slaapkamer in Milwaukee. Sindsdien zijn de soevereiniteitsclaims uitgebreid tot een groter deel van Milwaukee, het Franse eiland Cézembre en een groot deel van Antarctica. In 2004 splitste de Republiek Talossa zich af van het koninkrijk. |
| Tavolara                      | Koninkrijk Tavolara                                                            | Italiaans: Tavolara                                 | Dit eiland is ten tijde van de Italiaanse eenwording niet bij Italië gevoegd en de onafhankelijkheid werd in 1886, en nog een keer in 1903, door Italië erkend. Na het overlijden van koningin Mariangela in 1934 werd het eiland feitelijk door Italië ingenomen. Haar broer bleef de soevereiniteit echter tot aan zijn dood opeisen en ook nu nog is er een Italiaan die beweert koning van Tavolara te zijn. |
| Užupis                        | Republiek Užupis                                                               | Litouws: Užupis                                     | Dit stadsdeel van Vilnius verklaarde zich in 1990 een onafhankelijke republiek. De onafhankelijkheid wordt elk jaar nog gevierd op 1 april. |
| Wallenie                      | Koninkrijk Wallenie                                                            | Engels: Kingdom of Wallenia                         | Opgericht door 4 vrienden in 2017. Het land claimt een klein eiland in het Oegstgeesterkanaal Hun claim van onafhankelijkheid is dat het eiland echter niet opgemerkt werd door de gemeente Oegstgeest |
| Walachije                     | Koninkrijk Walachije                                                           | Tsjechisch: Valašské Kralovství                     | Opgericht in 1997 in het zuidoosten van Tsjechië. |
| Whangamomona                  | Republiek Whangamomona                                                         | Engels: Whangamomona                                | Deze republiek werd in 1989 opgericht uit onvrede over het besluit om het plaatsje Whangamomona in Nieuw-Zeeland voor de helft over te plaatsen van de regio Manawatu-Wanganui naar de regio Taranaki. Sindsdien worden er ieder jaar presidentsverkiezingen gehouden. |
| Wy                            | Vorstendom Wy                                                                  | Engels: Wy                                          | Deze micronatie, die een 700 m² grote oppervlakte in een voorstad van Sydney opeist, werd in 2004 uitgeroepen door de familie Deprat als antwoord op een langdurig geschil met de gemeente over de aanleg van een weg. |

## Historische micronaties
| Korte landsnaam (Nederlands)                           | Lange landsnaam (Nederlands)                           | Korte naam (oorspronkelijke taal/talen)                                                                | Opmerkingen |
| ------------------------------------------------------ | ------------------------------------------------------ | --- | --- |
| Aeterna Lucina                                         | Soevereine Staat Aeterna Lucina                        | Duits en Engels: Aeterna Lucina                                                                        | In 1978 verklaarde Paul Baron Neuman zijn bezit nabij Byron Bay in New South Wales (Australië) als onafhankelijk land. In de jaren 80 verplaatste hij zijn land naar zijn bezit nabij het plaatsje Cooma. In 1990 kwam de micronatie in de publieke belangstelling toen verschillende mensen die ermee geassocieerd werden, voor de rechtbank van New South Wales beschuldigd werden van fraude. |
| Aramoana                                               | Onafhankelijke Staat Aramoana                          | Engels: Aramoana                                                                                       | Deze staat werd in 1980 opgericht in het plaatsje Aramoana in Nieuw-Zeeland als reactie op het plan om aldaar een aluminiumsmelterij te bouwen. Met succes, want in 1981 werd besloten het plan te verwerpen en de smelterij niet te bouwen. |
| Araucanië en Patagonië                                 | Koninkrijk Araucanië en Patagonië                      | Frans: Royaume d'Araucanie et de Patagonie Mapudungun: Spaans: Reino de la Araucanía y de la Patagonia | Dit koninkrijk werd in 1860 opgericht door de Fransman Orelie-Antoine de Tounens in het zuiden van Argentinië en Chili om zo de belangen van de lokale bevolking beter te kunnen verdedigen. In datzelfde jaar werd Tounens door het Chileense leger opgepakt en krankzinnig verklaard. |
| Buiten-Baldonië                                        | Vorstendom Buiten-Baldonië                             | Outer Baldonia                                                                                         | Dit land besloeg het 16.000 m² grote Outer Bald Tusket Island, gelegen ten zuiden van de Canadese provincie Nova Scotia. Het werd in 1948 gesticht door de Amerikaanse zakenman Russell Arundel. De micronatie is onder andere bekend geworden door het feit dat het in 1953 de oorlog verklaarde aan de Sovjet-Unie. In 1973 werd het eiland voor 1 Canadese dollar verkocht aan de Nova Scotia Bird Society. |
| Bumbunga                                               | Provincie Bumbunga                                     | Engels: Bumbunga                                                                                       | In 1975 werd de regering van de Australische premier Gough Whitlam afgezet door gouverneur-generaal John Kerr. De monarchist Alex Brackstone zag dit als een verschuiving naar republicanisme en besloot te doen wat hij kon om het Australische continent loyaal te houden aan de Britse Kroon. Daarom verklaarde hij zijn 4 ha grote bezit in Zuid-Australië tot een autonome Britse kolonie en benoemde hij zichzelf tot gouverneur. In 1999 werd Brackstone veroordeeld voor illegaal vuurwapenbezit, waarbij hij zich voor de rechter zonder succes beriep op de immuniteit voor rechtsvervolging die hij zou hebben als gouverneur. Vervolgens verhuisde hij naar het Verenigd Koninkrijk. |
| Celestia                                               | Natie van de Celestiale Ruimte                         | Engels: Celestia (Nation of Celestial Space)                                                           | Deze micronatie werd in 1949 opgericht en eiste het gehele universum behalve de Aarde op. De gedachte hierachter was dat dan geen enkel land de mogelijkheid meer had gebieden in het universum op te eisen. De oprichter, James T. Mangan is in 1970 overleden en sindsdien is de micronatie niet meer actief. |
| Conchrepubliek                                         | Conchrepubliek                                         | Engels: Conch Republic                                                                                 | Deze micronatie heeft slechts 1 dag (23 april 1982) bestaan. De republiek ontstond toen de burgemeester van Key West op de Florida Keys zijn stad onafhankelijk verklaarde uit onvrede over de oprichting van een grenspost die was ingesteld om drugs en illegalen te kunnen onderscheppen, maar nadelig was voor het toerisme. Na de onafhankelijkheidsverklaring werd de oorlog verklaard aan de VS, om daarna direct te capituleren en hulp voor wederopbouw te vragen. Uiteindelijk werd het doel bereikt, want de grenspost werd opgeheven. De onafhankelijkheidsdag wordt nog ieder jaar gevierd.                                                                                         |
| Cocoseilanden                                          | Koninkrijk van de Cocoseilanden                        | Engels: Cocos (Keeling) Islands                                                                        | De Schotse kapitein John Clunies-Ross nam in 1827 de Cocoseilanden in bezit en ging er met zijn familie wonen. Zijn nakomelingen kregen in 1886 de eilanden officieel in handen van de Britse koningin Victoria. Verdere nakomelingen bleven de eilanden opeisen tot 1978 toen ze verplicht werden de eilanden aan Australië te verkopen. |
| Flessenhals                                            | Vrijstaat Flessenhals                                  | Duits: Freistaat Flaschenhals                                                                          | Bestond tussen 1919 en 1923 |
| Freedonia                                              | Vorstendom Freedonia                                   | Engels: Freedonia                                                                                      | Libertarische staat, opgericht in 1997. Is inmiddels niet meer actief. |
| Homo- en Lesbiennekoninkrijk van de Koraalzee-eilanden | Homo- en Lesbiennekoninkrijk van de Koraalzee-eilanden | Engels: Gay and Lesbian Kingdom of the Coral Sea Islands                                               | Dit koninkrijk, dat diverse Koraalzee-eilanden opeist, werd in 2004 opgericht als reactie op het besluit van de Australische regering om het homohuwelijk niet te erkennen. In 2017, nadat de Australische regering alsnog het homohuwelijk invoerde, heeft de micronatie zichzelf ontbonden verklaard. |
| Huttonia                                               | Huttonia                                               | | In 1979 opgericht in Tilburg |
| Indian Stream                                          | Republiek Indian Stream                                | Engels: Republic of Indian Stream                                                                      | Deze republiek werd in 1832 opgericht vanwege onduidelijkheid over de grens tussen de Verenigde Staten en het door de Britten bestuurde Canada, zoals deze vastgelegd was bij de Vrede van Parijs (1783). Beide landen eisten namelijk op basis van dit verdrag zeggenschap over het gebied op en daarom moesten inwoners aan beide landen belasting betalen. De inwoners verklaarden zich daarom onafhankelijk, hetgeen duurde tot 1835, toen het gebied door de VS werd geannexeerd. In 1836 gaven de Britten hun claim op het gebied op. |
| Kugelmugel                                             | Republiek Kugelmugel                                   | Duits: Kugelmugel                                                                                      | De Kugelmugel is een bolvormig gebouw in Wenen. Vanwege onenigheid tussen de architect en de lokale overheid over de bouwvergunningen, verklaarde de architect het gebouw in 1984 onafhankelijk. Inmiddels is het gebouw verplaatst en is het een toeristische attractie geworden. |
| Lovely                                                 | Koninkrijk Lovely                                      | Engels: Lovely                                                                                         | Dit koninkrijk werd speciaal gesticht voor het BBC televisieprogramma How to Start Your Own Country. |
| Lundy                                                  | Koninkrijk Lundy                                       | Engels: Lundy                                                                                          | Lundy is een Brits eiland dat in 1924 gekocht werd door Martin Coles Harman. Hij noemde zichzelf koning en liet eigen munten slaan. Ook moesten mensen die vanuit het VK Lundy bezochten een douane passeren en betaalden de inwoners van Lundy geen belasting aan de Britse overheid. Desondanks verklaarde Lundy zich nooit onafhankelijk. Na de dood van zijn zoon werd Lundy in 1969 verkocht aan een Britse miljonair die het eiland schonk aan de National Trust for Places of Historic Interest or Natural Beauty. |
| Malu Entu                                              | Malu Entu                                              | Italiaans: Repubblica Indipendente di Malu Entu                                                        | Project van Sardijnse onafhankelijkheidsbeweging |
| Marlborough                                            | Vorstendom Marlborough                                 | Engels: Marlborough                                                                                    | Toen de boer George Muirhead in 1993 de rechtszaak verloor tegen de Commonwealth Bank over het feit dat de bank beslag had gelegd op zijn landgoed, keerde hij terug naar zijn landgoed en besloot hij een eigen vorstendom op te richten waar de Commonwealth Bank geen wettelijke bevoegdheden zou hebben. Na 11 dagen werd Muirhead met geweld door de politie van zijn landgoed verwijderd. |
| Minerva                                                | Republiek Minerva                                      | Engels: Minerva                                                                                        | In 1971 liet de Amerikaan Michael Oliver de onder de zeespiegel liggende Minervariffen in de Grote Oceaan ophogen met zand, zodat ze boven de zeespiegel uitkwamen. In 1972 stichtte hij hier vervolgens een onafhankelijke republiek. Na een conferentie tussen omliggende landen besloot Tonga de Minervariffen op te eisen en nam ze in bezit. Tegenwoordig zijn de eilanden weer onder de zeespiegel verdwenen. |
| Rainbow Creek                                          | Onafhankelijke Staat Rainbow Creek                     | Engels: Rainbow Creek                                                                                  | Een groep boeren onder leiding van Thomas Barnes in het dorp Cowwarr in de Australische staat Victoria verklaarde (om publieke aandacht te verkrijgen) in 1978 de oorlog aan deze Australische staat en verklaarde zich in 1979 onafhankelijk. De reden hiervoor waren de (financiële) problemen die de boeren ondervonden van de steeds groter wordende Rainbow Creek en de onenigheid hierover met de State Rivers and Water Supply Commission. Midden jaren 80 hield de micronatie feitelijk op te bestaan toen Barnes naar Queensland vertrok. De kwestie over de Rainbow Creek werd nooit opgelost.                                                                                         |
| Robland                                                | Koninkrijk Robland                                     | Nederlands: Robland                                                                                    | Dit koninkrijk werd speciaal gesticht voor het gelijknamige televisieprogramma van de VTM, gebaseerd op de micronatie Lovely van de BBC. |
| Redonda                                                | Redonda                                                | | Wordt opgeëist door diverse koningen |
| Rozeneiland                                            | Republiek Rozeneiland                                  | Esperanto: Insulo de la Rozoj                                                                          | Dit platform voor de kust bij Rimini werd in 1967 gebouwd door de Italiaanse ingenieur Giorgio Rosa en in 1968 verklaarde hij het eiland onafhankelijk. De Italiaanse regering zag het als een manier om de belasting te proberen te ontduiken en liet het platform door een groep van 4 carabinieri innemen. |
| Sedang                                                 | Koninkrijk Sedang                                      | Frans: Sedang                                                                                          | In 1888 werd de Fransman Charles-Marie David de Mayréna op expeditie in Frans-Indochina gestuurd om met lokale stammen te onderhandelen en er zo voor te zorgen dat zij onder Frans gezag kwamen in plaats van onder dat van Siam. Maar in plaats daarvan overtuigde Mayréna de lokale stammen ervan om een onafhankelijk land op te richten met hem als koning. Vervolgens bood hij het koninkrijk aan aan zowel Frankrijk als het Verenigd Koninkrijk in ruil voor handelsrechten. Beide landen gingen er echter niet op in en het koninkrijk kwam ten einde in 1890 toen Mayréna onder mysterieuze omstandigheden kwam te overlijden.                                                         |
| San Serriffe                                           | San Serriffe                                           | Engels: San Serriffe                                                                                   | Deze micronatie werd als 1 aprilgrap opgericht op 1 april 1977 door de Britse krant The Guardian. Aanvankelijk was het de bedoeling de micronatie op te eisen op een stukje van de Atlantische Oceaan vlak bij Tenerife, maar vanwege de vliegtuigramp van Tenerife een paar dagen eerder, werd besloten de micronatie te verplaatsen naar een stukje van de Indische Oceaan vlak bij de Seychellen. |